# Arctodium
Arctodium es un género de escarabajos de la familia Glaphyridae. Esta es una lista de especies que corresponden a este género:
- Arctodium discolor
- Arctodium mahdii
- Arctodium planum
- Arctodium vulpina